# Халид ибн Фейсал Аль Сауд
Ха́лид ибн Фе́йсал ибн Абду́л-Ази́з А́ль Сау́д, известен как Халид аль-Фейсал (араб. خالد بن فيصل بن عبد العزيز آل سعود‎; род. 24 февраля 1940, Мекка, Саудовская Аравия) — губернатор провинции Мекка и председатель Центрального комитета хаджа с 29 января 2015 года. Министр просвещения Саудовской Аравии с 2013 по 2015 год. Третий сын короля Фейсала и помощник своего дяди короля Салмана.

## Биография
Родился 24 февраля 1940 года в Мекке. Третий сын короля Фейсала от своей жены Хайи бинт Турки Аль Турки. Получил образование в Оксфордском университете по степени бакалавра политэкономики.

## Должность
В 1967 году вернулся в Саудовскую Аравию, работал в Управлении по делам молодёжи.
В 1971—2007 годах был эмиром Асира, на посту эмира он провёл первую телефонную линию в Саудовской Аравии. В 2007 году его сменил Фейсал ибн Халид Аль Сауд.
В 2007 году был назначен эмиром Мекки, сменив умершего дядю Абдул-Маджида ибн Абдул-Азиза Аль Сауда, был в этой должности до 2013 года, пока его не сменил Мишааль ибн Абдалла Аль Сауд.
В 2013 году стал министром образования Саудовской Аравии.
29 января 2015 года после смерти короля Абдаллы ибн Абдул-Азиза Аль Сауда, король Салман снова назначил его эмиром Мекки.

## Семья
Женат, у него 3 сына и дочь.
Старший сын, принц Бандар (род. 1965) — бизнесмен и председатель совета директоров газеты Аль-Ватан.
Второй сын, принц Султан — офицер ВМС.
А младший сын, принц Сауд — заместитель управляющего Главного инвестиционного управления Саудовской Аравии (2010—2017) и заместитель эмира Медины (с 2017).

## Увлечения
Увлекается поэзией, живописью и литературой. Меценат, художник и поэт.

## Награды
- Орден Короля Абдель-Азиза.
- Орден Большой звезды Черногории (Черногория, 2010)[4].